# Сегрегация (физика)
Сегрегация — изменение физического состояния неоднородной среды;

## Поверхностная сегрегация
Поверхностная сегрегация — явление изменения состава, структуры и свойств поверхностных слоёв атомов вещества в конденсированном, то есть в твёрдом или жидком состояниях.
Причина поверхностной сегрегации — резкое изменение атомной структуры (уменьшение числа соседних атомов) в поверхности по сравнению с объёмом. Вместе с тем у поверхностных атомов остается стремление к достижению минимума свободной энергии. Поэтому явление поверхностной сегрегации охватывает и ряд других явлений: поверхностные реконструкции, релаксации, поверхностные фазы.
Поверхностные реконструкции — явления, происходящие в приповерхностных слоях. Обычно связаны с уменьшением числа соседних атомов в приповерхностных слоях. Например, вместо 6-ти ближайших соседних атомов - 5. Избыточная нескомпенсированная связь приводит к перестройке атомов в поверхностных слоях.